# Erra Fazira
Fazira Wan Chek, née le 9 février 1974 à Selangor, est une actrice et chanteuse malaisienne, qui a remporté le titre de Miss Malaisie en 1992. Elle fait ses débuts au cinéma en 1994,.